# 손무

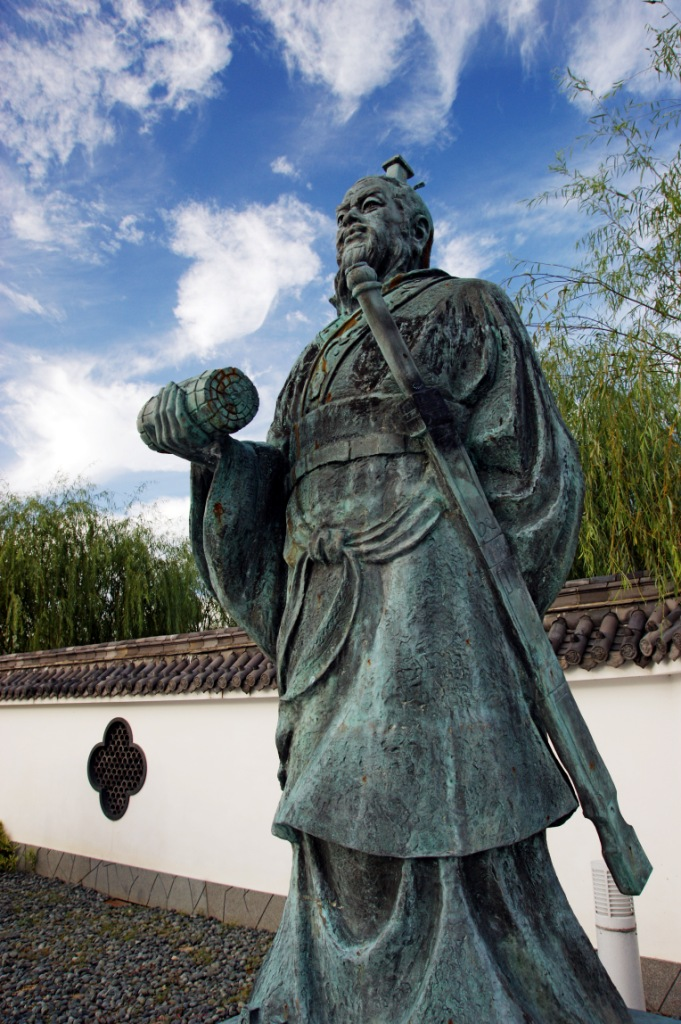
손무 조각상

손무(중국어 간체자: 孙武, 정체자: 孫武, 병음: Sūn Wǔ 쑨우[*], 기원전 545년경~기원전 470년경)는 춘추시대의 전략가로, 자는 장경(長卿)이다. 손자(중국어 간체자: 孙子, 정체자: 孫子, 병음: Sūnzǐ 쑨쯔[*])는 경칭이며, 한국에서는 이 이름으로 더 많이 알려져 있다. 《손자병법》을 지었다.

## 생애
손무가 기록된 사서는 사마천의 사기(史記) 외에 오나라와 월나라의 흥망사를 기술한 오월춘추(吳越春秋), 손무의 선조와 그의 자손에 대하여 기록한 신당서(新唐書)가 중요한 기록이 있다. 이러한 문헌에 기록한 손무의 생애는 이와 같지만, 그의 생애에 관해서는 논쟁의 대상이다.
조상은 진나라 왕족으로 본래 성은 규성(媯姓). 기원전 627년, 공자 완(公子完)이 제나라로 망명해 정착했을 때 전(田)으로 씨를 바꾸고 100여 년 동안 전씨 일족이 번성했는데, 손무의 조부인 전서(田書)가 거 땅을 정벌하는 데 공을 세움으로써 손(孫)이라는 씨를 받았다고 한다. 이후 손무도 조상이 그러했듯 제나라에서 살았으나 손무가 장성했을 때 제나라에서 내란이 일어나자, 아버지 손빙(孫憑)과 함께 전국을 정처없이 떠돌아다닌 것으로 추정된다.
손무는 일족을 따라서, 강남 지방 오나라(吳)로 피하여 오나라의 재상 오자서(伍子胥)를 알게 되었다. 손무는 그 후, 오나라의 수도 근처의 산간에서 칩거하여 손자병법 13편을 저술했다.
기원전 515년 오자서의 추천으로 오나라 왕 합려의 초빙을 받아 오나라의 군사(軍師)가 되었다.
합려가 손무의 용병술을 시험하고자 말하며, “선생(손무)의 병법 13편을 모두 읽었지만, 궁녀들이 조금이라도 군의 지휘를 따르는 것을 볼 수 있습니까?”라고 하자, 손무는 이것을 승낙했다. 궁녀 180명을 내어주며 훈련시키도록 하자, 손무는 합려가 가장 아끼는 궁녀 둘을 대장으로 세워 훈련을 시켰다. 그러나 궁녀들은 훈련에 따르지 않고 장난처럼 여겼다. 그러자 손무는 군령을 세우기 위해 궁녀 둘을 처형하도록 하였고, 합려가 용서해 줄 것을 간청하였으나, 손무는 군령은 왕명보다 중요하다고 말하며 사형을 집행하였다. 그리고 다시 다음가는 궁녀를 뽑아 대장으로 삼고 훈련을 시키자, 모든 궁녀가 일사불란하게 움직였다고 한다. 이 일로 인해 합려는 기분이 상했고, 손무는 그런 합려를 낮게 평가했으나, 이후 합려가 손무를 중용하여 상장군을 삼았다.
손무는 오나라의 군대를 훈련시켜 강력한 군대를 만들었고, 초나라와 대항할 수 있는 국력을 키울 때까지 무리한 군사 행동을 자제하였다. 기원전 506년, 합려는 손무와 오자서를 대장으로 삼아 초나라 원정을 개시하였다. 손무의 전략에 따라 오군은 연전연승하여 초나라의 수도 영(郢)을 함락하고 초나라를 멸망 직전까지 몰아붙였다. 이후 진나라의 개입으로 오나라는 철군하였으나, 그 후로도 오나라는 강력한 군대를 바탕으로 패자의 위세를 떨쳤다.
기원전 496년, 손무의 반대에도 불구하고 합려는 월나라를 공격하였으나 패배하고, 합려도 부상의 후유증으로 사망하였다. 손무와 오자서는 합려의 후계자 부차를 보좌하여 국력을 키운 뒤 월나라를 공격하여 크게 승리하였다.
부차가 패자(霸者)가 될 무렵, 손무는 은퇴하여 이후의 생애는 알려져 있지 않다.

## 저서
손무의 저서인 손자병법은 오랫동안 한자 문화권의 중요한 병서로 취급되었다. 1910년 대영 박물관의 고서 분야 책임자인 라이오넬 길레가 The Art of War라는 제목으로 영어로 번역 출간하였으며, 구텐베르크 프로젝트로 온라인화됐다.
1972년 손자병법의 죽간본이 발굴되어 초기 판본과 후한 이후 추가된 내용을 구분할 수 있는 지표가 마련되었다.

## 관련 인물
손무의 손자인 손빈 역시 《손빈병법》이라는 병서를 제작하였다. 손빈과 손무는 둘 다 손자로 존칭되어 후일 오랫동안 둘을 혼동하는 경우가 많았다.
또한 삼국지의 무장이자 오나라의 시조인 손견의 조상이라는 견해도 있다.

## 같이 보기
- 손빈
- 손견
- 공자
- 이시진

## 참고 문헌
- 사마천, 《사기》, 〈오태백세가〉·〈손자오기열전〉, 기원전 1세기
- 조엽, 《오월춘추》, 2세기